# لیکوی شمشیری هندی
لیکوی شمشیری هندی (نام علمی: Pomatorhinus horsfieldii) یک لیکوی جهان قدیم است. این گونه در شبه‌جزیره هند در طیف گسترده‌ای از زیستگاه‌های جنگلی یافت می‌شود. آنها اغلب از طریق صداهای متمایزشان که شامل یک صدای دوگانهٔ آنتی‌فونال توسط یک جفت پرنده است، شناسایی می‌شوند. آنها اغلب به سختی دیده می‌شوند زیرا در میان پوشش گیاهی انبوه به دنبال غذا می‌گردند. منقارهای بلند، خمیده و شمشیرمانند آنها، نامشان را از آنها گرفته است. در گذشته، این پرنده به عنوان زیرگونه‌ای از لیکوی شمشیری ابروسفید که در امتداد هیمالیا یافت می‌شود، در نظر گرفته می‌شد، اما اکنون به دو گونه تقسیم شده است: گونه هندی شبه‌جزیره‌ای و لیکوی شمشیری سری‌لانکایی (Pomatorhinus melanurus).

این تنها لیکوی شمشیری در شبه‌جزیره هند است. این گونه در جنوب خطی بین راجستان و اوریسا یافت می‌شود.